# Ubaldo Pittei
Ubaldo Pittei (né le 30 janvier 1878 à Florence et mort le 26 mars 1930 à Rome) est un acteur, réalisateur de cinéma et metteur en scène de théâtre italien.

## Biographie
Ubaldo Pittei fit des films pour Film d'Arte Italiana et Caesar Film (it).

## Filmographie partielle

### En tant que réalisateur
- 1912 : Madre ignota
- 1913 : La Fenêtre éclairée
- 1913 : Mère
- 1913 : Le Goût de la vengeance (non confirmé)
- 1913 : Le Prix d'un bonheur
- 1916 : Chiffonnette
- 1916 : Diane la mystérieuse
- 1917 : Mauvais sentier

### En tant qu'acteur
- 1912 : César Borgia
- 1913 : Horrible fin
- 1913 : La Fenêtre éclairée
- 1913 : Mère
- 1913 : Le Goût de la vengeance (non confirmé)
- 1913 : Le Prix d'un bonheur

## Source
- (it) Cet article est partiellement ou en totalité issu de l’article de Wikipédia en italien intitulé « Ubaldo Pittei » (voir la liste des auteurs).